# Salesianerinnenkloster Koblenz

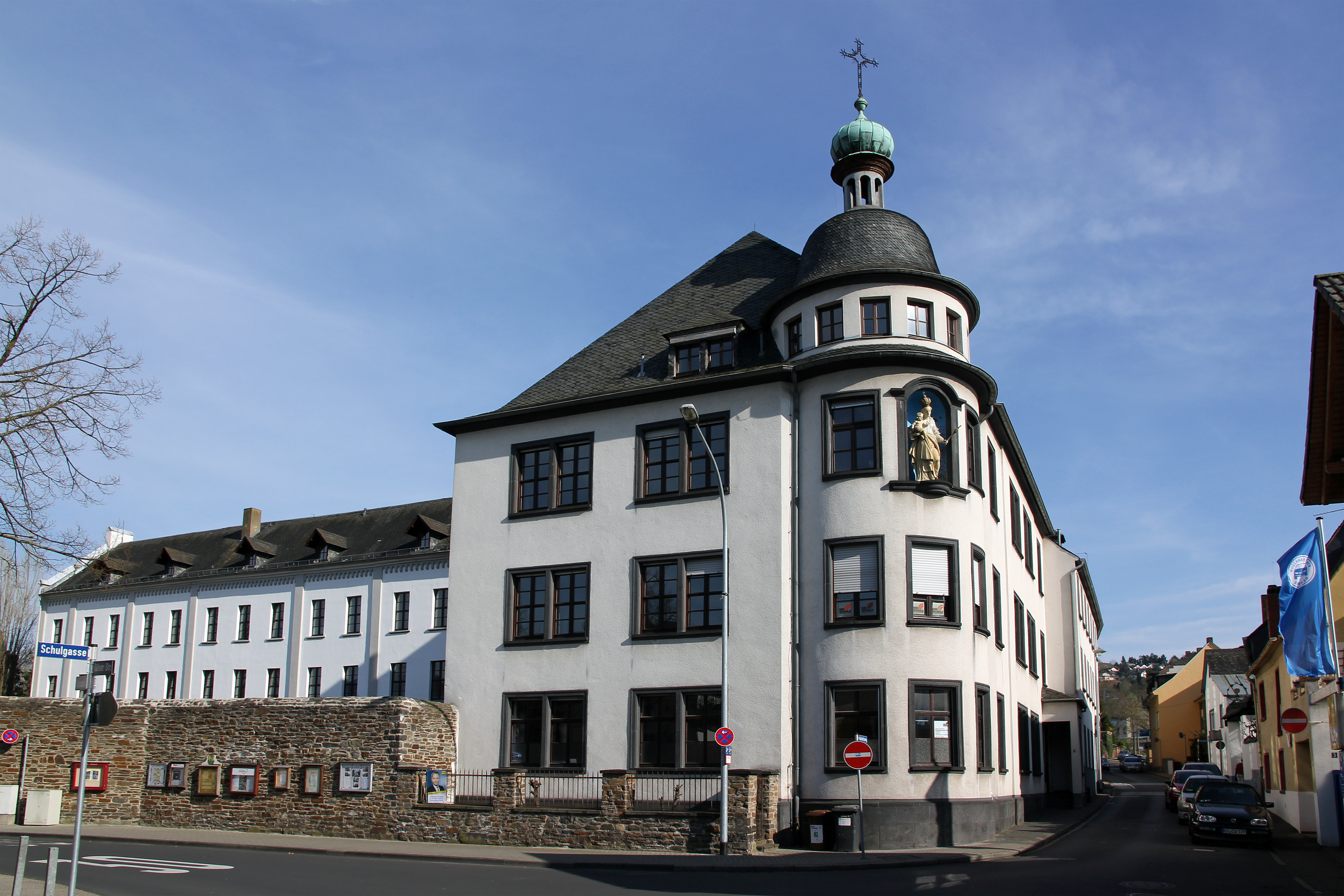
Das ehemalige Salesianerinnenkloster in Koblenz-Moselweiß

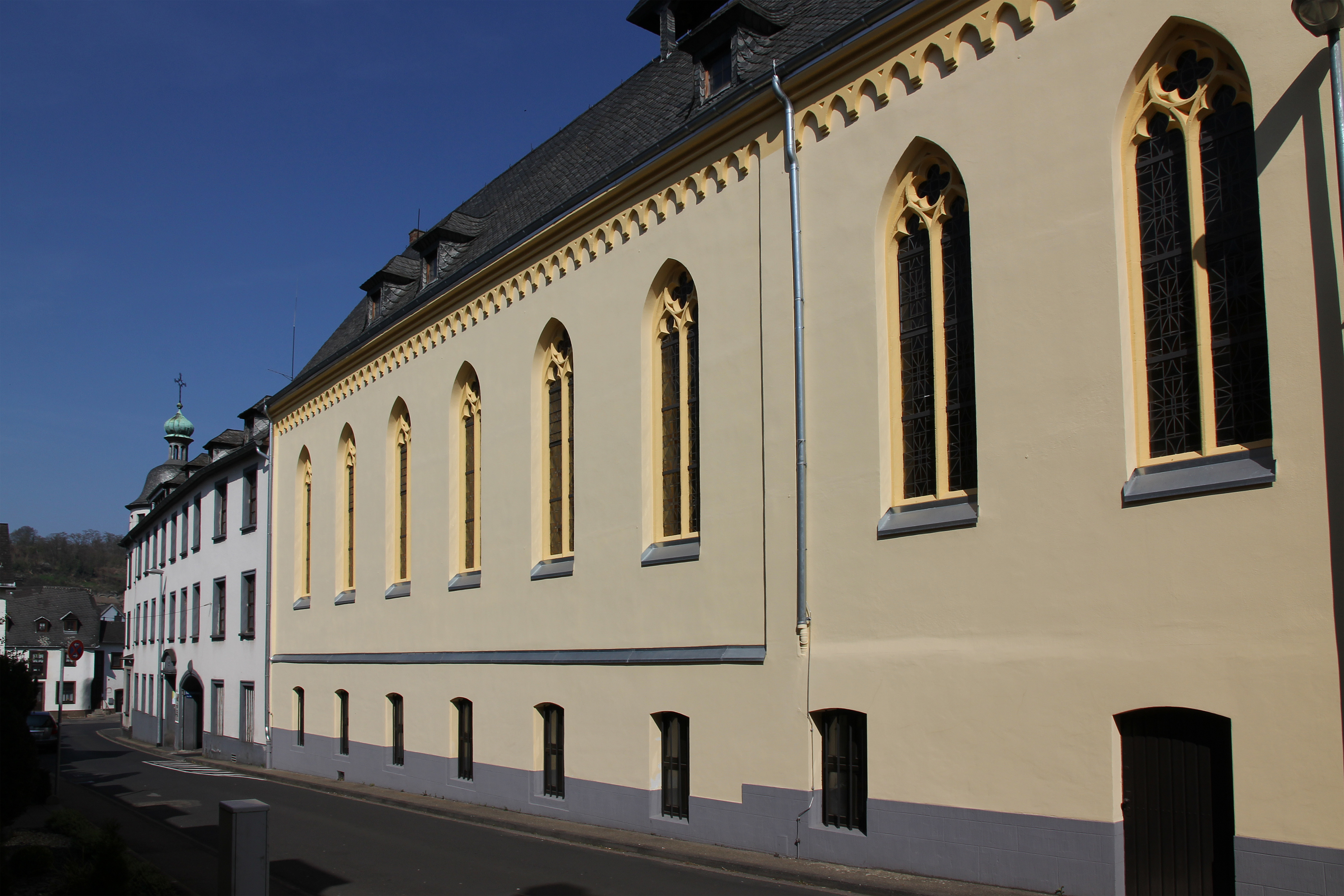
Das ehemalige Salesianerinnenkloster mit der Klosterkirche (rechts)

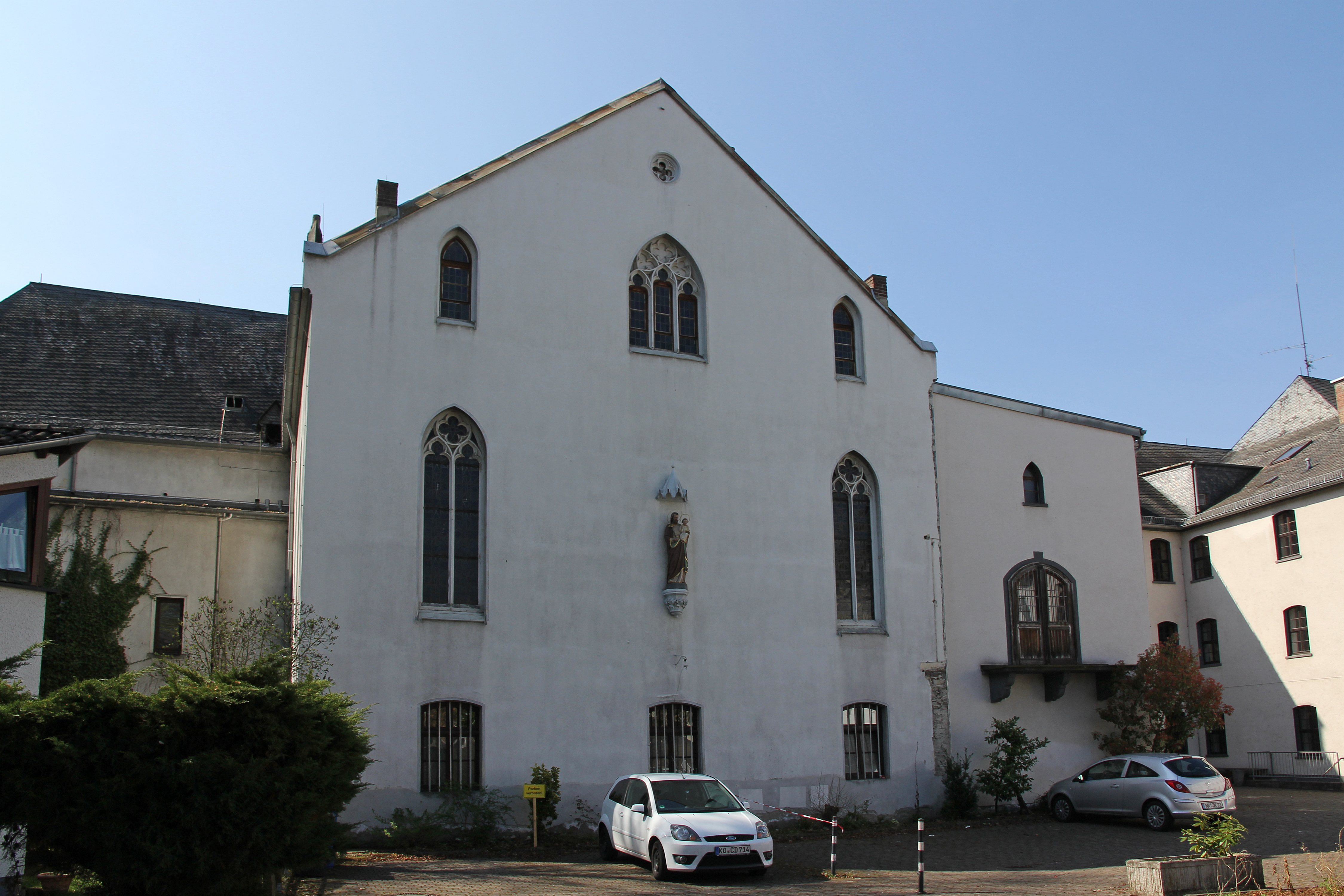
Die Klosterkirche Mariä Heimsuchung

Das Salesianerinnenkloster Koblenz war ein Kloster des Ordens von der Heimsuchung Mariens in Koblenz. Das 1863 im Stadtteil Moselweiß gegründete Nonnenkonvent wurde 1986 aufgegeben. Danach zog ein Sportinternat ein, die Klosterkirche Mariä Heimsuchung wurde von der Priesterbruderschaft St. Pius X. übernommen.

## Geschichte
Die Salesianerinnen bezogen 1863 in Moselweiß ein Gebäude und richteten hier ihr Kloster ein. Ein Gewölbekeller unter dem Gebäude deutet darauf hin, dass vormals hier wohl das Burghaus des Raubritters Johann Lutter von Kobern stand. Am 19. März 1863 wurde das neue Kloster durch Dechant Philipp Krementz eingeweiht. Die Schwestern richteten in einem im selben Jahr errichteten Gebäude neben dem Kloster ein Mädchenpensionat mit Schule ein. Von 1866 bis 1867 folgte die Errichtung der Klosterkirche Mariä Heimsuchung, die am 10. Dezember 1867 eingeweiht wurde.

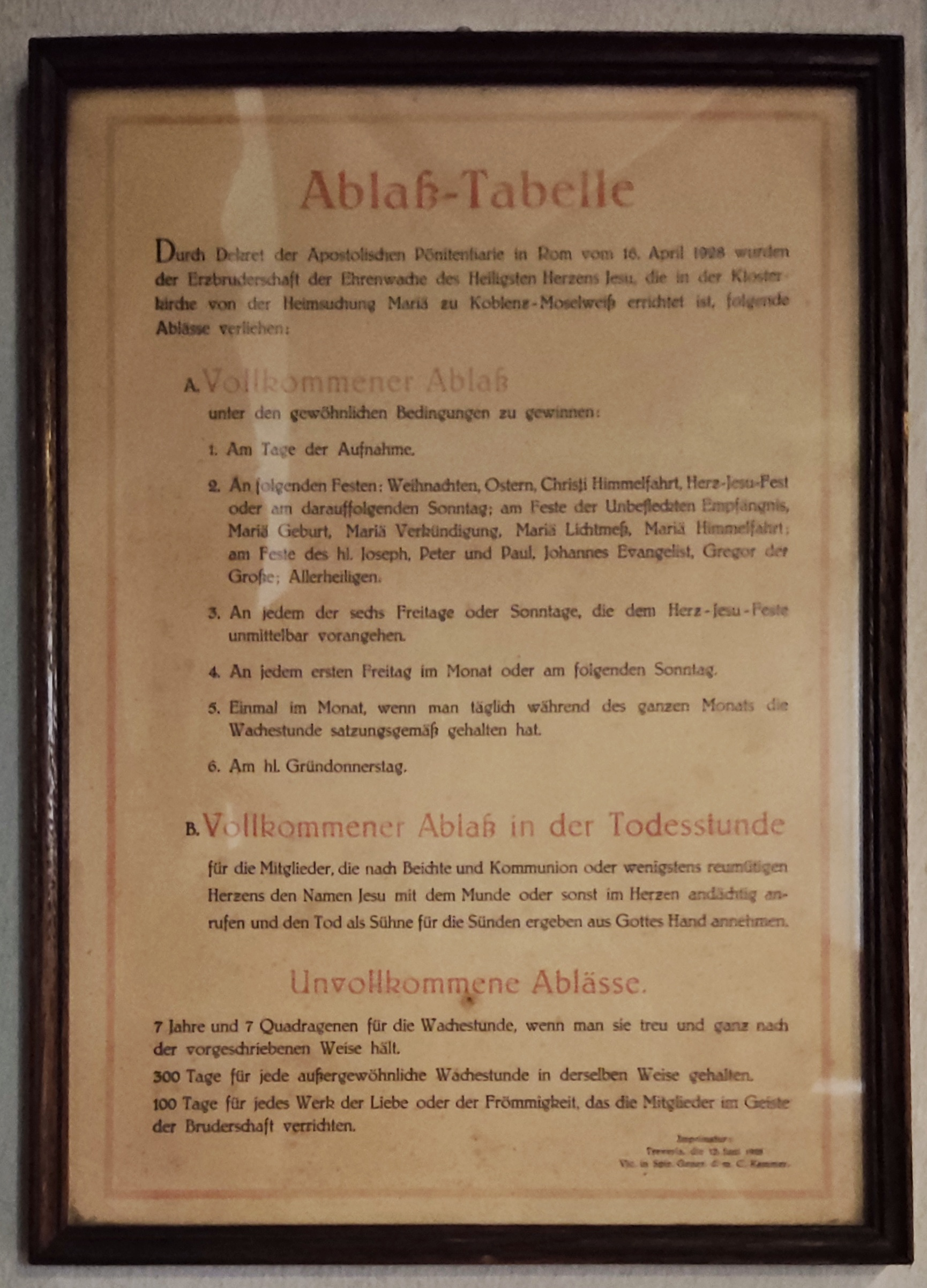
Durch Dekret der Apostolischen Pönitentiarie in Rom vom 16. April 1928 wurden der Erzbruderschaft der Ehrenwache des Heiligsten Herzens Jesu, ⁣⁣ die in der Klosterkirche von der Heimsuchung Maria zu Koblenz-Moselweiß errichtet ist, folgende Ablässe verliehen.

Bei dem Luftangriff auf Koblenz vom 22. Dezember 1944 wurde das Kloster völlig zerstört. Der Wiederaufbau dauerte von 1945 bis 1948. Am 14. Mai 1986 gaben die Salesianerinnen ihr Kloster auf. Danach zog ein Sportinternat in das Gebäude des ehemaligen Mädchenpensionats ein. Die Klosterkirche wurde im Oktober 1986 von der Priesterbruderschaft St. Pius X. übernommen und von Marcel Lefebvre gesegnet. Teile des ehemaligen Klosters wurden 1998 von der Priesterbruderschaft gekauft.

## Bau
Am Schulgebäude des ehemaligen Klosters wurde um 1900 die Ecke an der Kreuzung zweier Straßen als Dreiviertelturm mit Kuppelhaube und Laterne gestaltet. Das dreigeschossige Schulgebäude ist ein schlichter Putzbau auf einem T-förmigen Grundriss.
Die neugotische Klosterkirche Mariä Heimsuchung ist an der Südwestseite angebaut. Sie besitzt auf der Straßenseite acht schlanke Maßwerkfenster und ein Rundbogenfries unter der Traufe. Nach dem Wiederaufbau wurde das Innere schlicht gehalten. Der flach gedeckte Saal schließt im Nordwesten mit einem Chor ab. Hier steht ein später aufgestellter neuromanischer Altar. Im rechten Winkel dazu im Nordosten schließt der Saal mit der ehemaligen Nonnenempore ab. Hier sind zum Hof hin ebenfalls Maßwerkfenster eingebaut. An der Außenwand der Hofseite ist eine Figur der Muttergottes unter einem Baldachin angebracht.
Auf dem Südostende des Klostergeländes liegt der sogenannte „Kröllsche Garten“, der heute eine waldartige Grünfläche, teilweise bebaut, ist. Das gesamte Areal ist von einer umlaufenden Mauer aus Bruchstein umgeben, die heute mit Unterbrechungen größtenteils erhalten ist.

## Denkmalschutz
Das ehemalige Kloster der Salesianerinnen ist ein geschütztes Kulturdenkmal nach dem Denkmalschutzgesetz (DSchG) und in der Denkmalliste des Landes Rheinland-Pfalz eingetragen. Es liegt in Koblenz-Moselweiß im Bahnhofsweg 6, Koblenzer Straße 2–12.